# Дубров Леонід Васильович
Леонід Васильович Дубров (нар. 30 жовтня 1938, місто Кривий Ріг, тепер Дніпропетровської області) — український діяч, 1-й секретар Дніпродзержинського міськкому КПУ Дніпропетровської області, голова правління ВАТ «ДніпроАЗОТ». Народний депутат України 1-го скликання.

## Біографія
Народився у родині робітників.
У 1954—1957 роках — слюсар залізничного цеху тресту «Дзержинськбуд» Дніпропетровської області.
У 1957—1960 роках — служба в Радянській армії.
У 1960—1961 роках — помічник машиніста паровозу.
Член КПРС з 1960 до 1991 року.
У 1961—1966 роках — студент Дніпропетровського інженерно-будівельного інституту, інженер-механік.
У 1966—1967 роках — інженер управління виробничо-технологічної комплектації тресту «Дзержинськбуд» Дніпропетровської області.
У 1967—1969 роках — головний механік заводу «Буддеталь» тресту «Дзержинськбуд».
У 1969—1976 роках — інструктор організаційного відділу, завідувач промислово-транспортного відділу Заводського районного комітету КПУ міста Дніпродзержинська; завідувач відділу будівництва і міського господарства Дніпродзержинського міського комітету КПУ Дніпропетровської області.
У 1976—1978 роках — голова виконавчого комітету Дніпровської районної ради депутатів трудящих міста Дніпродзержинська Дніпропетровської області.
У 1978—1988 роках — директор виробничого об'єднання «Дніпродзержинськзалізобетон» Дніпропетровської області.
У 1988—1989 роках — 1-й заступник голови, голова виконавчого комітету Дніпродзержинської міської ради народних депутатів Дніпропетровської області.
У 1989—1991 роках — 1-й секретар Дніпродзержинського міського комітету КПУ Дніпропетровської області.
18.03.1990 року обраний народним депутатом України, 2-й тур, 51,37 % голосів, 3 претенденти. Член Комісії ВР України з питань державного суверенітету, міжреспубліканських і міжнаціональних відносин.
У 1994—1996 роках — директор з будівництва та реконструкції Дніпродзержинського виробничого об'єднання «Азот».
З 1996 року — голова правління Відкритого акціонерного товариства (ВАТ) «ДніпроАЗОТ» у місті Дніпродзержинську (тепер — Кам'янську) Дніпропетровської області.
Потім — на пенсії.

## Нагороди
- орден «Знак Пошани»
- орден «За заслуги» ІІІ ступеня (.05.2008)[2]
- медалі
- Грамота Президії Верховної Ради Української РСР